# Horní Smrčné
Horní Smrčné é uma comuna checa localizada na região de Vysočina, distrito de Třebíč.